# Virjanand Depoo
Virjanand Depoo (5 april 1964) is een Guyaans onderwijzer en diplomaat. Hij is sinds 2022 ambassadeur in Suriname.

## Biografie
Depoo slaagde voor een bachelorgraad in politicologie aan de Rutgers-universiteit, een mastergraad in onderwijs aan de Long Island University en een MBA aan de Universiteit van Maryland. Van 2009 tot circa 2022 werkte hij als onderwijzer voor het departement van onderwijs van de Amerikaanse stad New York.
Rond 27 oktober 2022 werd in een publicatie van het Guyaanse ministerie van Publieke Werken bekend dat Depoo was voorbestemd om de nieuwe ambassadeur voor Suriname te worden, wat anderhalve week later werd bevestigd met het bezoek van Depoo aan minster Hugh Todd van Buitenlandse Zaken. Op 24 november 2022 nam president Chan Santokhi van Suriname de geloofsbrieven van Depoo in ontvangst; hij verbleef toen al korte tijd in Suriname. Depoo ging hiermee meerdere precaire kwesties aan waarover de regeringen van beide landen zich hebben voorgenomen om op te lossen, met name over de visvergunningen en het grensgeschil in het Tigri-gebied.